# Сула (приток на Печора)
Сула (на руски: Сула) е река в Ненецки автономен окръг и Република Коми на Русия, ляв приток на Печора. Дължина 353 km. Площ на водосборния басейн 10 400 km².
Река Сула води началото си на 156 m н.в., от крайните северни разклонения на възвишението Космински Камен (северната част на Тиманското възвишение), в западната част на Ненецки автономен окръг. По цялото си протежение тече предимно в източна посока през тундрови и лесотундрови райони в широка и плитка, силно заблатена долина, като коритото ѝ прави хиляди кривулици (меандри). Участък от 57 km в долното ѝ течение служи за граница между Ненецки автономен окръг и Република Коми Влива се отляво в река Печора), при нейния 188 km, на 1 m н.в., на 3 km североизточно от село Великовисочное в Ненецки автономен окръг. Основни притоци: леви – Шчуча (82 km), Сойма (133 km); десни – Малая Янгита (64 km), Болшая Пула (172 km), Болшая Янгита (119 km). Има смесено подхранване с преобладаване на снежното и дъждовното, с ясно изразено пролетно пълноводие през май и юни. През лятото често наблюдавано явление са внезапните прииждания на реката, в резултат на поройни дъждове във водосборния ѝ басейн. Среден годишен отток на 101 km от устието (при село Коткино) 92 m³/s. Заледява се през октомври или ноември, а се размразява през май или началото на юни. Плавателна е за плиткогазещи съдове на 101 km от устието, до село Коткино. По течението на Сула са разположени 3 малки населени места – Коткино, Шелино и Великовисочное в Ненецки автономен окръг.